# Mélissa Boros
Mélissa Boros ist eine französische Schauspielerin. Sie erlangte durch ihre Hauptrolle in Julia Ducournaus Film Alpha internationale Bekanntheit.

## Leben
Boros wurde in Paris geboren und wuchs im 17. Arrondissement auf. Ihre Muttersprache ist aufgrund der Herkunft ihrer Mutter Ungarisch.
Sie entwickelte früh eine Leidenschaft für das Kino, maßgeblich beeinflusst durch ihren Vater, der als Kameramann in der Werbebranche tätig und großer Cineast ist. Unter ihren Lieblingsregisseuren nennt sie Apichatpong Weerasethakul und Béla Tarr; ihre Liebe zum Film wurde insbesondere durch die Werke Hayao Miyazakis geprägt.
Ursprünglich plante sie nicht, Schauspielerin zu werden, sondern strebte eine Karriere als Regisseurin an. Dennoch wurde sie zufällig für das Schauspiel entdeckt, als sie in einer sozialen Einrichtung, in der ihre Mutter ehrenamtlich arbeitete, von einer Casting-Direktorin angesprochen wurde.

## Wirken
Ihr Filmdebüt gab Boros im Jahr 2024 in Aly Yeganehs Drama Le Silence de Sibel, in dem sie die Hauptrolle der Sibel verkörperte, einer Jugendlichen, die von Kämpfern des Islamischen Staates entführt und gefoltert wird.
Ihren internationalen Durchbruch erreichte Boros mit der Titelrolle im Film Alpha (2025) von Julia Ducournau, der im Wettbewerb der Internationalen Filmfestspiele von Cannes 2025 Premiere feierte. Boros spielt darin Alpha, eine rebellische Jugendliche, deren Leben dramatisch eskaliert, nachdem sie sich möglicherweise mit einer mysteriösen Krankheit infiziert hat. Ihre Darstellung wurde als intensiv wahrgenommen und rückte sie international in den Fokus.
Im selben Jahr übernahm sie zudem eine Rolle in Les Rêveurs, einer Verfilmung von Isabelle Carrés gleichnamigem Roman.
Neben der Schauspielerei ist Boros musikalisch aktiv, sie singt und beherrscht Instrumente wie Gitarre und Klavier.

## Filmografie
- 2024: Le Silence de Sibel (Regie: Aly Yeganeh)
- 2025: Alpha (Regie: Julia Ducournau)
- 2025: Les Rêveurs (Regie: Isabelle Carré)